# Michał Grobelski
Michał Grobelski, pseud. „Doktor Zygmunt” (ur. 31 sierpnia 1889 w Batkowie, pow. Inowrocław, zm. 26 stycznia 1971 w Bydgoszczy) – polski lekarz-ortopeda, jeden z twórców Polskiego Towarzystwa Ortopedycznego i Traumatologicznego, lekarz wojskowy w czasie powstania wielkopolskiego, wojny polsko-bolszewickiej, III powstania śląskiego i powstania warszawskiego.

## Życiorys
Urodził się w roku 1889. Pochodził z Kujaw. Stanisław Iwankiewicz napisał o nim: „… po kądzieli ostatni Piastowicz kujawski, pan na Kaczkowie i rodowym Gniewkowie” (zob. też Władcy Kujaw, Księstwo inowrocławskie, Zabytki w Gniewkowie).
Po studiach medycznych pracował w dziedzinie ortopedii pod kierunkiem prof. Ireneusza Wierzejewskiego. Do grona bezpośrednich wychowanków profesora – pierwszych członków prężnej poznańskiej szkoły naukowej – należeli, poza Michałem Grobelskim, Wiktor Dega, Franciszek Raszeja, Józef Wolszczan (1900–1946) – przyszły twórca Kliniki Ortopedycznej we Wrocławiu i Henryk Cetkowski (1883–1955) – po II wojnie światowej kierownik oddziału ortopedycznego w Gdyni. 
Po utworzeniu przez prof. Ireneusza Wierzejewskiego pierwszej w Polsce Katedry Ortopedii w Uniwersytecie Poznańskim (1923) dr Michał Grobelski – uważany za znakomitego operatora – był zastępcą prof. Wierzejewskiego (prymariuszem) w Poznańskim Zakładzie Ortopedycznym im. Gąsiorowskiego (zob. ul. Gąsiorowskich), pełniącym funkcje polikliniki. Zakład liczył w roku 1923 ok. 60 łóżek; należał do towarzystwa „Charitas”. 
Pierwszymi asystentami dr Grobelskiego w tym Zakładzie byli Franciszek Raszeja i Wiktor Dega (przyszły wychowawca kolejnych pokoleń „rodziny ortopedycznej”). Asystenci opiekowali się własnymi oddziałami chorych. m.in. prowadzili historie choroby i proponowali sposób leczenia. Początkowo tylko asystowali przy operacjach wykonywanych przez prof. Wierzejewskiego lub dr Grobelskiego, a następnie byli dopuszczani do samodzielnego wykonywania kolejnych zabiegów o rosnącym stopniu trudności. Prof. Dega napisał w roku 1985 m.in.: 

Prof. Wierzejewski był nadzwyczajny jako szef. Nie hamował nas w naszej pracy, był wyrozumiały i pełen życzliwości,… […] Dr Grobelski spełniał swe zadania wzorowo, starannie i z wielkim poczuciem sprawiedliwości. Kol. Raszeja był doskonałym współtowarzyszem pracy. […] …nasza współpraca układała się idealnie.

Prof. Ireneusz Wierzejewski i jego wychowankowie – Michał Grobelski, Franciszek Raszeja, Wiktor Dega i Henryk Cetkowski – byli członkami-założycielami Polskiego Towarzystwa Ortopedycznego i Traumatologicznego, którego akt erekcyjny podpisali 10 listopada 1928. Uczestniczyli również w pierwszym Zjeździe Towarzystwa (Poznań, 17 listopada 1928), na którym Ireneusz Wierzejewski został wybrany na pierwszego prezesa PTOiTr. 
Poza działalnością ściśle lekarską Michał Grobelski zajmował się m.in. problemami organizacji opieki nad chorymi dziećmi w Polsce; opublikował np. pracę „Kilka uwag o rozwoju i stanie opieki nad dzieckiem ułomnem zagranicą i u nas”. W Zakładzie Ortopedycznym, borykającym się z trudnościami finansowymi z powodu dewaluacji po I wojnie światowej, był też odpowiedzialny za gospodarkę finansową i administracyjną; zabiegał o gospodarczą samowystarczalność placówki. 
Jako lekarz wojskowy pomagał rannym w czasie bitew:
- 1918–1919 – powstanie wielkopolskie (w Inowrocławiu),
- 1919–1920 – wojna polsko-bolszewicka,
- 1921 – III powstanie śląskie,
- 1944 – powstanie warszawskie (pseudonim „Doktor Zygmunt”[13]).

W czasie powstania warszawskiego Michał Grobelski był komendantem punktu opatrunkowego przy ul. Kruczej 12. Po upadku powstania warszawskiego dr Michał Grobelski (w stopniu majora) znalazł się w polskim szpitalu wojskowym w Zeithain, w Stalagu IV-B/H. Do Zeithain przewieziono ok. 1,4 tys. żołnierzy Armii Krajowej, w tym rannych i chorych oraz personel różnych szpitali warszawskich. Naczelnym chirurgiem obozowego szpitala został ppłk dr Tadeusz Bętkowski, a mjr dr Michał Grobelski był konsultantem-ortopedą. Poziom zorganizowanego leczenia budził podziw niemieckich chirurgów, przyjeżdżających z Drezna.
Po II wojnie światowej Michał Grobelski został kierownikiem Oddziału Ortopedii w Szpitalu Wojewódzkim w Bydgoszczy, który Wiktor Dega utworzył w roku 1937. Objął stanowisko zajmowane przez prof. Degę do chwili mobilizacji (koniec sierpnia 1939). Zmarł w Bydgoszczy 26 stycznia 1971 roku.